# Quilitz
Quilitz ist ein Ortsteil der Gemeinde Rankwitz im Lieper Winkel auf der Insel Usedom. Das einstige Fischerdorf, das heute von moderatem Tourismus lebt, liegt am Peenestrom.

## Geschichte
Ab dem 7. Jahrhundert war Quilitz, wie die gesamte Insel Usedom, slawisch besiedelt. Beleg dafür ist der 1914 westlich vor Quilitz geborgene Fund von 3,2 kg Silbermünzen aus dem 9. bis 11. Jahrhundert sowie von 2,4 kg Schmuck und Hacksilber. Robert Beltz hat ihn wissenschaftlich aufgearbeitet und seine Ergebnisse 1927 publiziert. Neben überwiegend deutschen Münzen aus den Regentschaftszeiten Heinrichs II. und Ottos III. befanden sich dazwischen englische Münzen aus dem gleichen Zeitraum, mehrere arabische aus dem 10. Jahrhundert sowie zwei römische aus dem 2. Jahrhundert. Dies wurde als Indiz gewertet, dass die Slawen in dieser Gegend schon mit entfernteren Regionen auf dem Wasserweg Handel trieben. Die Münzen sind heute im Museum von Swinemünde zu besichtigen.
Als „Quyltze“ wurde der Ort 1317 urkundlich erwähnt. Darin soll Herzog Wartislaw IV. dem Kloster Pudagla die Generalkonfirmation erteilt haben. Der Ort gehörte zum Besitz der Prämonstratenser-Chorherren von Pudagla, die vor 1309 im Kloster Grobe bei Usedom (Stadt) ansässig waren. Diese Urkunde wurde im Nachherein als unecht erkannt, wie so viele Urkunden des Klosters.
So ist eine Nennung von 1421 mit dem Namen „Quiltze“ als die wirklich erste urkundliche Erwähnung anzusehen. Dieser slawische Name wird als „Wehklage“ gedeutet.
Danach gibt es bis 1618 nur noch wenige Quellen. Der Ort teilte die Geschichte der Insel Usedom unter den Pommern-Herzögen und den Schweden nach dem Dreißigjährigen Krieg. Nach Krieg und Pest dezimierte sich die Bevölkerung hier und in ganz Pommern auf fast ein Drittel.
Eine Bestandsaufnahme der Bevölkerung im Jahr 1666 zählte in Quilitz vier Haushaltsvorstände, drei Bauern und einen Kötter. Bei der schwedischen Landesaufnahme von 1693 ist der einzige Unterschied, dass ein Bauer zugleich Schultheiß war. 
Nach dem Frieden von Stockholm 1720 kam Rankwitz wie ganz Usedom offiziell an Preußen.
Der Ort war von der Form her ein Rundling mit einer Ringstraße und von der Funktion ein Bauern- und Fischerdorf. In den Karten von 1835, 1880 und 1920 sind keine Veränderungen des Ortes zu erkennen. 
Erst in der TK 10 der DDR ist dort eine größere Urlaubersiedlung zu erkennen. Um 1980 wurde das Waldgebiet an der Küste von Quilitz durch eine Ferienkolonie erschlossen. Betriebe und Familien unterhielten hier vor der Wende ihre Datschen. Charakteristisch für die Anlagen sind Bungalows oder Häuser mit dreiecksförmigem, schilfgedecktem Ganzdach (Typ Finnhütte), die bevorzugt von Gästen gemietet werden, die zum Angeln, Segeln, Fahrradfahren und Wandern kommen. Wege verlaufen entlang des Peenestroms nach Warthe oder durch das Binnenland nach Liepe. Diese Feriensiedlung wurde nach 1990 ausgebaut und modernisiert. Inzwischen sind dort fast 100 Ferienunterkünfte vorhanden.
Am 1. Juli 1950 wurde Quilitz nach Rankwitz eingemeindet.

## Infrastruktur
Die einzige Hauptverkehrsstraße, die 1896 bis 1898 als so genannte „Steinbahn“ (Pflasterstraße) durch den Lieper Winkel gebaut wurde, bindet Quilitz nicht ein. Es gab nur ein verzweigtes Netz von Landwegen. Noch im Sommer 2005 war ein zu DDR-Zeiten gebauter Betonplattenweg, ausgehend von Rankwitz, die einzige mit dem Fahrzeugen befahrbare Stichverbindung. Diese wurde im Herbst desselben Jahres modern erneuert und bepflanzt.

## Touristische Ziele
- Feinsandiger Badestrand am Peenestrom
- Kleiner Sportboothafen